# استان ورسلی
استان ورچلی (به ایتالیایی: Province di Vercelli) استانی در شمال غربی کشور ایتالیا است. ورچلی در منطقهٔ پیمونت قرار دارد و مرکز آن شهر ورچلی است. مساحت این استان ۲٬۰۸۹ کیلومترمربع و جمعیت آن طبق سرشماری سال ۲۰۱۱ میلادی، تقریباً ۱۷۶٬۸۵۳ نفر بوده‌است.
برنج مهمترین محصول کشاورزی این استان میباشد. 

## نگارخانه

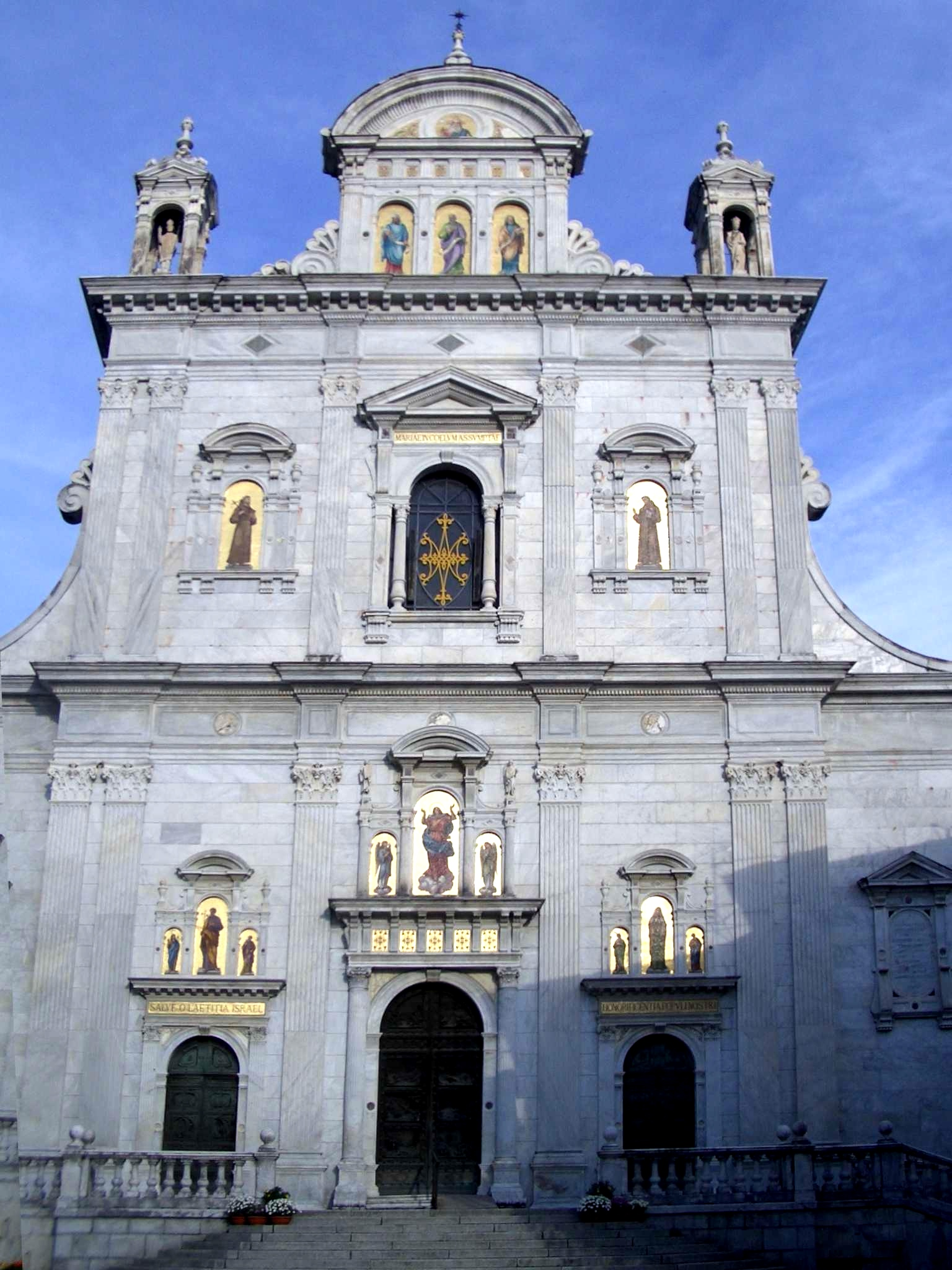
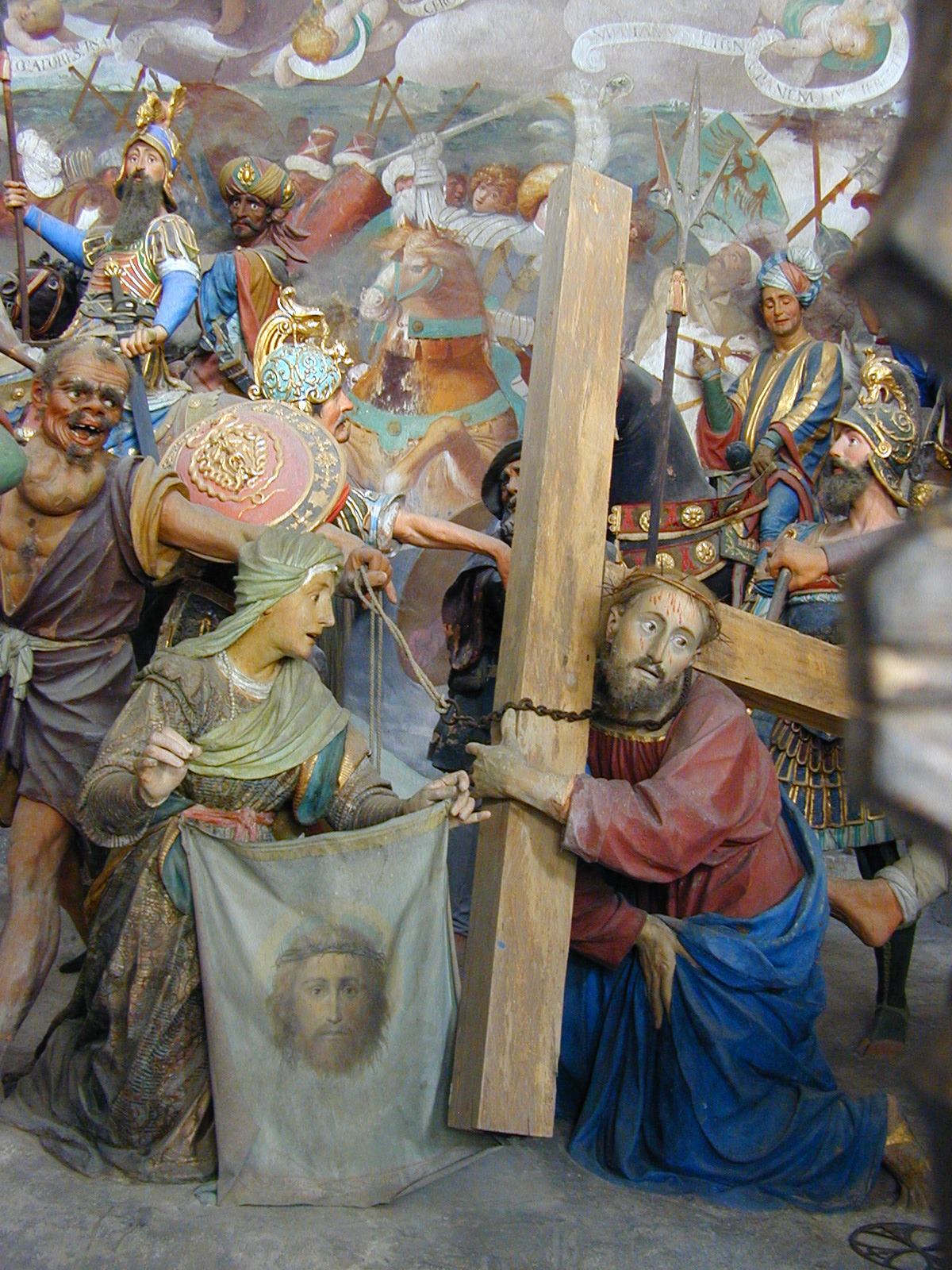
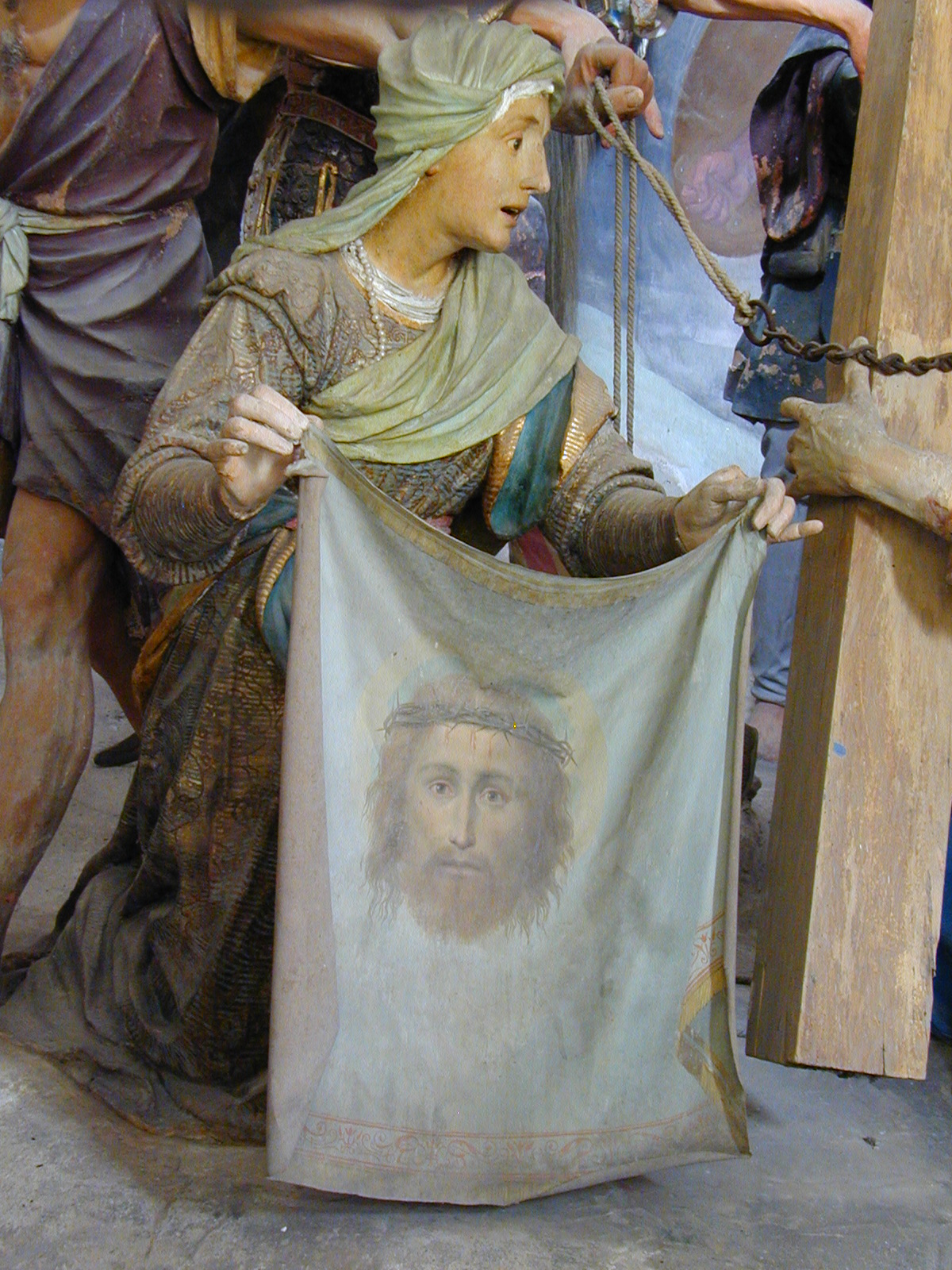
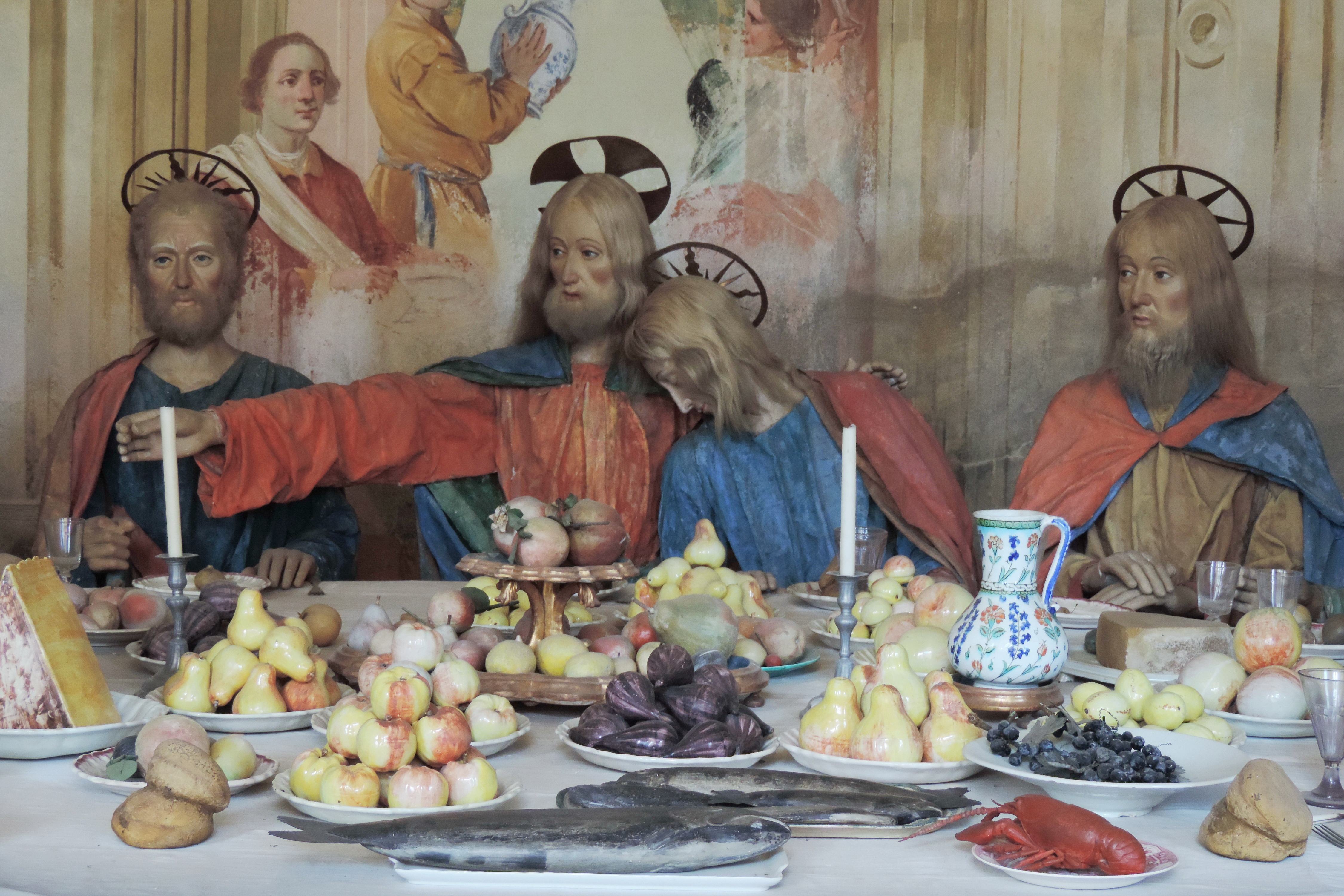